# Toledo, Bolivia
Toledo är en ort i Bolivia. Den ligger i departementet Oruro, i den centrala delen av landet, 250 km väster om huvudstaden Sucre. Toledo ligger 3 716 meter över havet och antalet invånare är 10 149.
Terrängen runt Toledo är en högslätt. Runt Toledo är det mycket glesbefolkat, med 2 invånare per kvadratkilometer.. Det finns inga andra samhällen i närheten.
Omgivningarna runt Toledo är i huvudsak ett öppet busklandskap.